# Kerkhof van Wez-Velvain (Wez)
Het Kerkhof van Wez-Velvain (Wez) is een gemeentelijke begraafplaats in het Belgische dorp Wez-Velvain, een deelgemeente van Brunehaut. Het kerkhof ligt in het dorpscentrum rond de Église Saint-Brice aan de Rue du Monument. Het wordt omsloten door een bakstenen muur en heeft twee toegangen.

## Britse oorlogsgraven
Tegen de westelijke muur van het kerkhof ligt een perk met 4 Britse gesneuvelden uit de Eerste Wereldoorlog. Zij stierven eind oktober, begin november 1918. Hun graven worden onderhouden door de Commonwealth War Graves Commission en zijn daar geregistreerd onder Wez-Velvain (Wez) Churchyard.